# Crawford County (Arkansas)
Das Crawford County ist ein County im US-Bundesstaat Arkansas. Der Verwaltungssitz (County Seat) ist Van Buren. Das County gehört zu den Dry Countys, was bedeutet, dass der Verkauf von Alkohol eingeschränkt oder verboten ist.

## Geographie
Das County liegt im Nordwesten von Arkansas, grenzt im Westen an Oklahoma und hat eine Fläche von 1565 Quadratkilometern, wovon 23 Quadratkilometer Wasserfläche sind. Es grenzt an folgende Countys:
| Adair County (Oklahoma)    | Washington County | Madison County  |
| Sequoyah County (Oklahoma) |                   | Franklin County |
| Le Flore County (Oklahoma) | Sebastian County  |                 |

## Geschichte

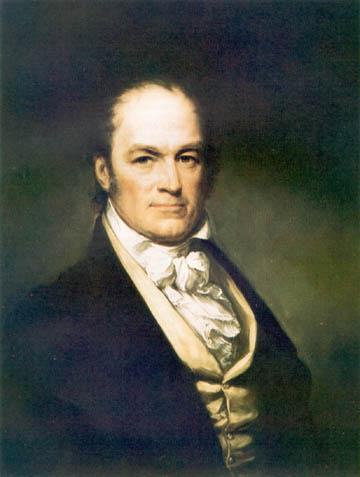
W. H. Crawford

Das Crawford County wurde am 18. Oktober 1820 aus Teilen des Pulaski County gebildet und war 1820 das größte County in Arkansas.
Benannt wurde es nach William Harris Crawford (1772–1834), einem US-amerikanischen Kriegs- (1815–1816) und Finanzminister (1816–1825).
Aus dem Crawford County gingen in der Folgezeit acht weitere Countys sowie ein Indianer-Reservat hervor.
Die erste Zeitung, der Arkansas Intelligencer wurde 1842 herausgegeben. Der erste Telegrafenanschluss wurde 1851 gelegt und die erste Postkutsche der Butterfield Overland Mail verkehrte ab September 1858.

## Demografische Daten

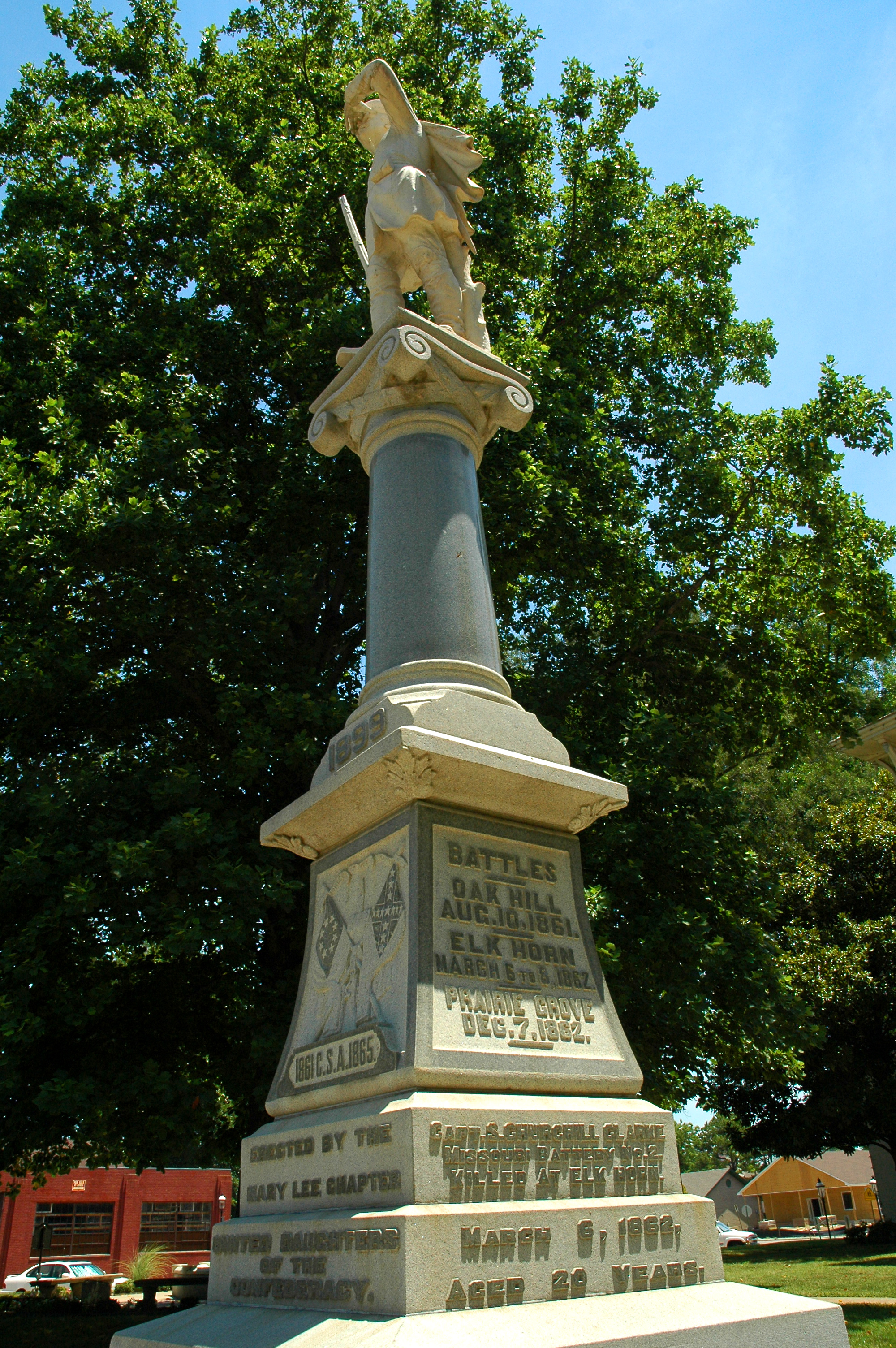
Das Van Buren Confederate Monument in Van Buren, seit 1996 im NRHP gelistet

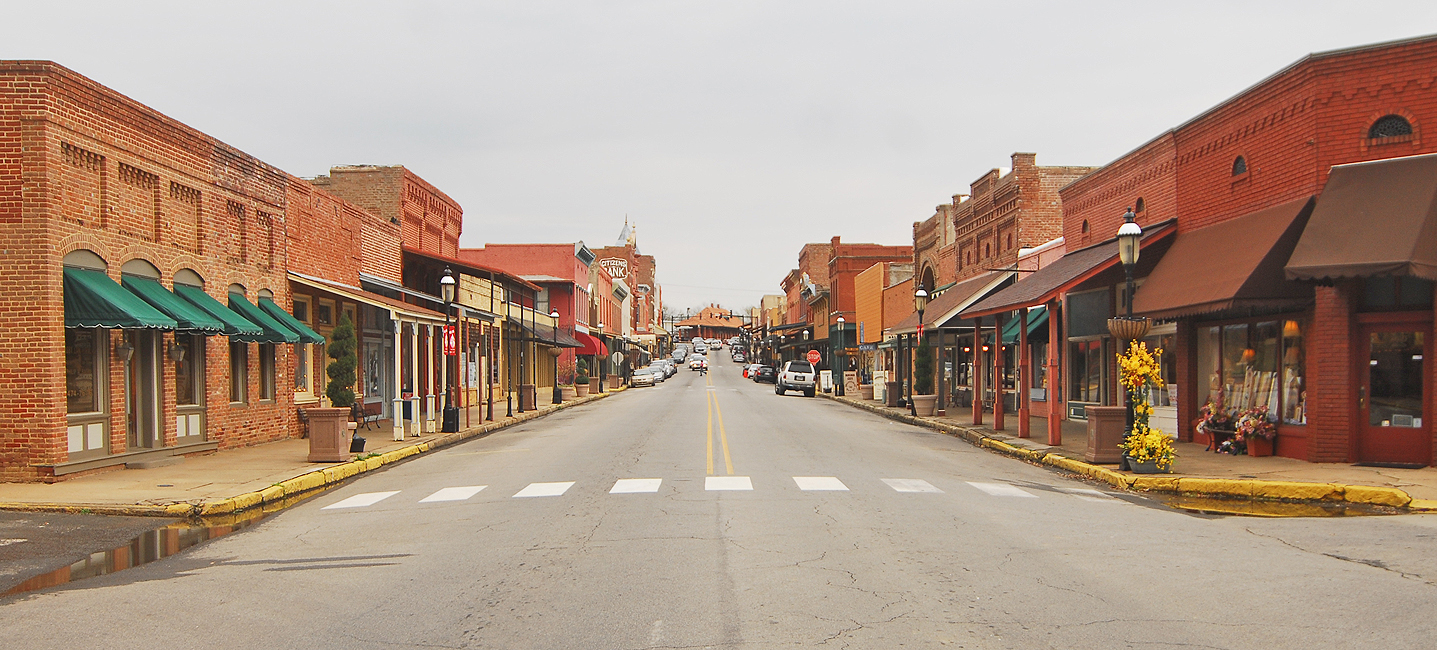
Van Buren Historic District, seit 1976 im NRHP gelistet

Nach der Volkszählung im Jahr 2010 lebten im Crawford County 61.948 Menschen in 21.350 Haushalten. Die Bevölkerungsdichte betrug 40,2 Einwohner pro Quadratkilometer.
Ethnisch betrachtet setzte sich die Bevölkerung zusammen aus 89,1 Prozent Weißen, 1,2 Prozent Afroamerikanern, 2,2 Prozent amerikanischen Ureinwohnern, 1,4 Prozent Asiaten sowie aus anderen ethnischen Gruppen; 2,9 Prozent stammten von zwei oder mehr Ethnien ab. Unabhängig von der ethnischen Zugehörigkeit waren 6,1 Prozent der Bevölkerung spanischer oder lateinamerikanischer Abstammung.
In den 21.350 Haushalten lebten statistisch je 2,74 Personen.
26,4 Prozent der Bevölkerung waren unter 18 Jahre alt, 60,9 Prozent waren zwischen 18 und 64 und 12,7 Prozent waren 65 Jahre oder älter. 50,6 Prozent der Bevölkerung war weiblich.
Das jährliche Durchschnittseinkommen eines Haushalts lag bei 39.618 USD. Das Prokopfeinkommen betrug 18.637 USD. 17,6 Prozent der Einwohner lebten unterhalb der Armutsgrenze.

## Kultur und Sehenswürdigkeiten

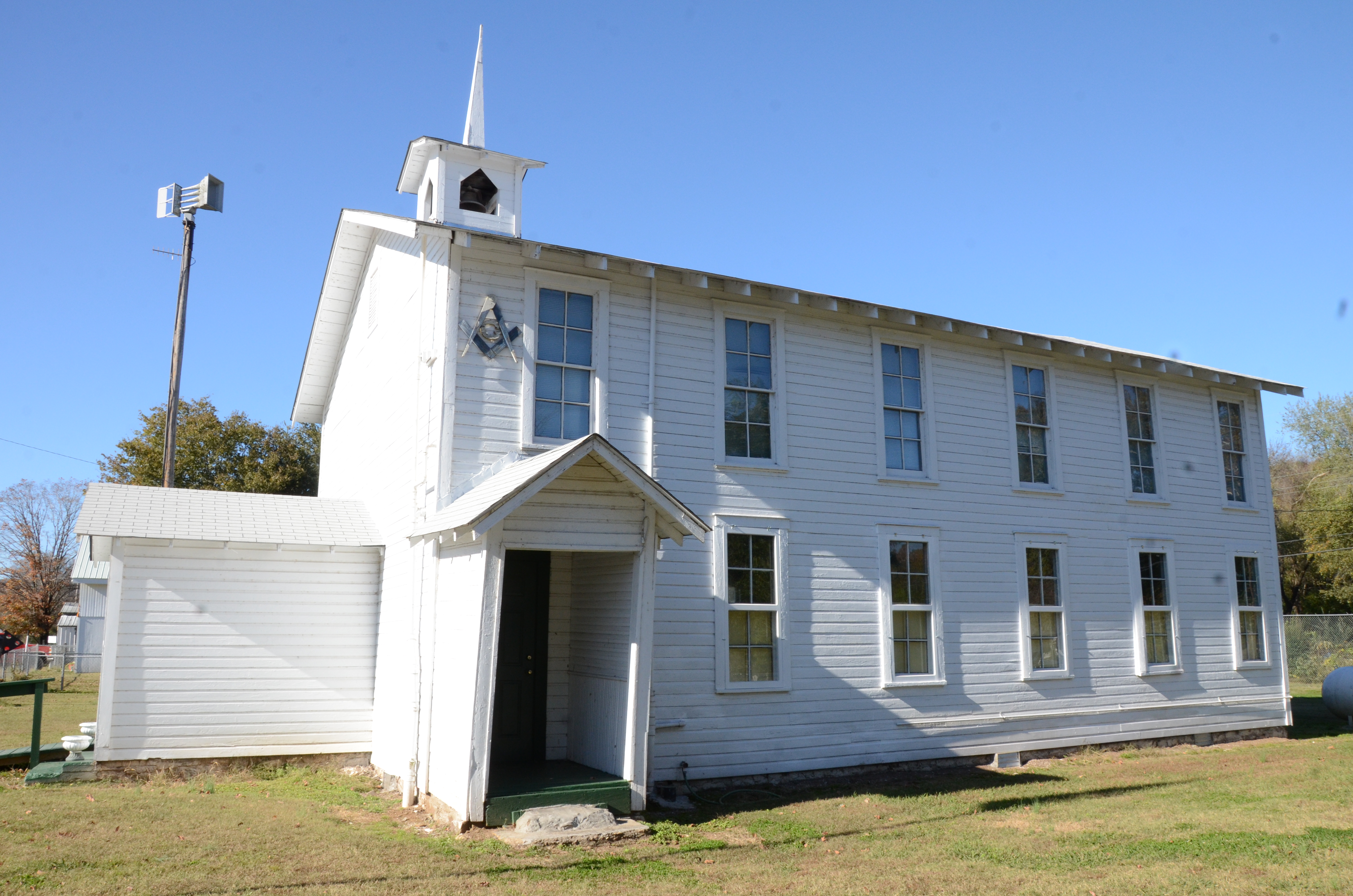
Chester Masonic Lodge and Community Building (2014). Dieses 1942 errichtete Gemeindehaus wurde im März 2000 in das NRHP eingetragen.

31 Bauwerke, Stätten und historische Bezirke (Historic Districts) des Countys sind im National Register of Historic Places („Nationales Verzeichnis historischer Orte“; NRHP) eingetragen (Stand 13. Februar 2022), darunter das Chester Masonic Lodge and Community Building, der Fairview Cemetery und der Van Buren Historic District.

## Orte im Crawford County
| Citys - Alma - Cedarville - Kibler | - Mountainburg - Mulberry - Van Buren | Towns - Chester - Dyer - Rudy |

Unincorporated Communitys
- Artist Point
- Dora
- Natural Dam
- Uniontown

weitere Orte
- Artist Point
- Barcelona
- Cain
- Catcher
- Concord
- Cross Lanes
- Davidson
- Deans Market
- Dripping Springs
- Figure Five
- Furry
- Graphic
- Greenwood Junction
- Haroldton
- Hobbtown
- Lee Creek
- Meadows
- Mount Gaylor
- Natural Dam
- New Haroldton
- New Town
- Oak Grove
- Pleasant Hill
- Rena
- Schaberg
- Shibley
- Smeltzer
- Westville
- Wright Town
- Yoestown

Townships
- Alma Township
- Bidville Township
- Cedar Creek Township
- Cedarville Township
- Chester Township
- Cove City Township
- Dean Springs Township
- Dora Township
- Dyer Township
- Jasper Township
- Kibler Township
- Lancaster Township
- Lees Creek Township
- Locke Township
- Mountainburg Township
- Mulberry Township
- Oliver Springs Township
- Porter Township
- Rudy Township
- Uniontown Township
- Upper Township
- Van Buren Township
- Vine Prairie Township
- Whitley Township
- Winfrey Township